# Dryadella auriculigera
Dryadella auriculigera är en orkidéart som först beskrevs av Heinrich Gustav Reichenbach, och fick sitt nu gällande namn av Carlyle August Luer. Dryadella auriculigera ingår i släktet Dryadella och familjen orkidéer. Inga underarter finns listade i Catalogue of Life.